# آرتیوم، روسیه
شهر آرتیوم، روسیه (به روسی: Артём) در کشور روسیه و در کرای پریمورسکی واقع شده‌است.